# Atractus hostilitractus
Atractus hostilitractus là một loài rắn trong họ Colubridae. Loài này được Myers mô tả khoa học đầu tiên năm 2003.